# Liste der Baudenkmale in Anderlingen
In der Liste der Baudenkmale in Anderlingen sind alle Baudenkmale der niedersächsischen Gemeinde Anderlingen aufgelistet. Die Quelle der  Baudenkmale ist der Denkmalatlas Niedersachsen. Der Stand der Liste ist der 9. Oktober 2020.

## Allgemein
In den Spalten befinden sich folgende Informationen:
- Lage: die Adresse des Baudenkmales und die geographischen Koordinaten. Kartenansicht, um Koordinaten zu setzen. In der Kartenansicht sind Baudenkmale ohne Koordinaten mit einem roten Marker dargestellt und können in der Karte gesetzt werden. Baudenkmale ohne Bild sind mit einem blauen Marker gekennzeichnet, Baudenkmale mit Bild mit einem grünen Marker.
- Bezeichnung: Bezeichnung des Baudenkmales
- Beschreibung: die Beschreibung des Baudenkmales. Unter § 3 Abs. 2 NDSchG werden Einzeldenkmale und unter § 3 Abs. 3 NDSchG Gruppen baulicher Anlagen und deren Bestandteile ausgewiesen.
- ID: die Objekt-ID des Baudenkmales
- Bild: ein Bild des Baudenkmales, ggf. zusätzlich mit einem Link zu weiteren Fotos des Baudenkmals im Medienarchiv Wikimedia Commons. Wenn man auf das Kamerasymbol klickt, können Fotos zu Baudenkmalen aus dieser Liste hochgeladen werden:

## Anderlingen

### Einzelbaudenkmale
| Lage                                        | Bezeichnung              | Beschreibung                                                               | ID       | Bild |
| ------------------------------------------- | ------------------------ | -------------------------------------------------------------------------- | -------- | ---- |
| Hembecker Weg 3 53° 22′ 11″ N, 9° 18′ 18″ O | Wohn-/Wirtschaftsgebäude | Zweiständer-Hallenhaus von 1841 in Fachwerk mit ziegelgedecktem Satteldach | 31011890 |      |

### Ehemaliges Baudenkmal
| Lage                                    | Bezeichnung | Beschreibung | ID       | Bild |
| --------------------------------------- | ----------- | --- | -------- | ---- |
| Hinterm Holz 53° 22′ 4″ N, 9° 17′ 36″ O | Stall       | Der 1750 errichtete Schafstall mit mittiger Längsdurchfahrt unter einem Walmdach war 1998 abgebrannt und daher aus dem Denkmalverzeichnis gestrichen worden. | 31011912 | BW   |

## Fehrenbruch

### Einzelbaudenkmale
| Lage                                            | Bezeichnung              | Beschreibung | ID       | Bild |
| ----------------------------------------------- | ------------------------ | --- | -------- | ---- |
| Fehrenbrucher Kamp 1 53° 24′ 43″ N, 9° 20′ 0″ O | Wohn-/Wirtschaftsgebäude | Zweiständer-Hallenhaus von 1872 in Fachwerk mit Walmdach in Reetdeckung. Wohnteil in Backstein 1958 verlängert mit Satteldach. | 31011868 |      |

## Grafel

### Einzelbaudenkmale
| Lage                                  | Bezeichnung | Beschreibung | ID       | Bild |
| ------------------------------------- | ----------- | --- | -------- | ---- |
| Grafel 12 53° 23′ 25″ N, 9° 19′ 44″ O | Alte Schule | Zweiständer-Hallenhaus in Fachwerk mit reetgedecktem Dreiviertelwalmdach aus der ersten Hälfte des 19. Jahrhunderts, ehemalige Dorfschule | 31011959 |      |

## Ohrel

### Einzelbaudenkmale
| Lage                                     | Bezeichnung              | Beschreibung | ID       | Bild |
| ---------------------------------------- | ------------------------ | --- | -------- | ---- |
| Osterberg 11 53° 24′ 14″ N, 9° 17′ 47″ O | Wohn-/Wirtschaftsgebäude | Zurückstehendes Zweiständer-Hallenhaus von 1697 in Fachwerk, ursprünglich mit Walmdach, später zum Satteldach verändert | 31011984 |      |

### Ehemaliges Baudenkmal
| Lage                                                         | Bezeichnung              | Beschreibung | ID       | Bild |
| ------------------------------------------------------------ | ------------------------ | --- | -------- | ---- |
| Fiehnenberg 4 (war: Dorfstraße 9) 53° 24′ 16″ N, 9° 17′ 2″ O | Wohn-/Wirtschaftsgebäude | Das 1805 errichtete kleine Zweiständer-Hallenhaus in Ziegelfachwerk unter einem Halbwalmdach, dessen Innengefüge vollständig erhalten ist, wurde 2002 von der Dorfstraße 9 zum URLA-Zentrum. | 31012084 | BW   |

## Winderswohlde

### Einzelbaudenkmale
| Lage                                       | Bezeichnung              | Beschreibung | ID       | Bild |
| ------------------------------------------ | ------------------------ | --- | -------- | ---- |
| Winderswohlde 2 53° 24′ 8″ N, 9° 21′ 44″ O | Wohn-/Wirtschaftsgebäude | Zweiständer-Hallenhaus aus der ersten Hälfte des 19. Jahrhunderts in Fachwerk mit reetgedecktem Walmdach.                                    | 31012061 | BW   |
| Winderswohlde 1 53° 24′ 2″ N, 9° 21′ 42″ O | Speicher                 | Kartoffelerdkeller von 1867, vertieft liegender Bruch- und Feldsteinbau mit Satteldach, Giebeldreiecke in Fachwerk mit Vertikalverbretterung | 31012036 | BW   |
| Winderswohlde 1 53° 24′ 0″ N, 9° 21′ 53″ O | Scheune                  | freistehende Feldscheune von um 1800 in Fachwerk mit vertikalen Brettausfachungen                                                            | 31012009 | BW   |